# 가락대로
가락대로(Garak-daero Road, 駕洛大路)는 부산광역시 강서구 송정동 10번신호등 교차로와 죽림동 오봉삼거리를 잇는 부산광역시의 도로이다. 정확한 시점은 거가대교 북단부터이며, 통전 교차로를 기준으로 남쪽 구간은 부산광역시도 제77호선에, 북쪽 구간은 부산광역시도 제15호선에 속한다. 또한 전 구간 국가지원지방도가 지나는데, 세산 교차로를 기준으로 북쪽 구간은 국가지원지방도 제69호선, 남쪽 구간은 국가지원지방도 제58호선에 해당된다.

## 연혁
- 2009년 7월 10일 : 2개 이상 시·도에 걸쳐 있는 도로로 가락대로를 고시[1]

## 주요 경유지
부산광역시
- 강서구 송정동 - 죽림동

## 노선
- 연한 분홍색(■): 부산광역시도 제77호선 구간
- 연한 파란색(■): 부산광역시도 제15호선 구간

| 이름                   | 접속 노선                                                                                   | 소재지          | 소재지          | 비고                                                                   |
| 거가대로와 직결        | 거가대로와 직결                                                                             | 거가대로와 직결 | 거가대로와 직결 | 거가대로와 직결                                                        |
| ---------------------- | ------------------------------------------------------------------------------------------- | --------------- | --------------- | ---------------------------------------------------------------------- |
| 10번신호등 교차로      | 부산광역시도 제77호선 부산광역시도 제88호선 (녹산산업대로)                                  | 부산광역시      | 강서구          | 국가지원지방도 제58호선과 중복                                         |
| 27번신호등 교차로      | 부산광역시도 제7702호선 (녹산산업중로)                                                      | 부산광역시      | 강서구          | 국가지원지방도 제58호선과 중복                                         |
| 39번신호등 교차로      | 부산광역시도 제7707호선 (녹산산업북로)                                                      | 부산광역시      | 강서구          | 국가지원지방도 제58호선과 중복                                         |
| 녹송육교               | 국도 제2호선 국도 제77호선 부산광역시도 제10호선 (낙동남로)                                 | 부산광역시      | 강서구          | 국가지원지방도 제58호선과 중복                                         |
| 송정사거리             | 가주로15번길                                                                                | 부산광역시      | 강서구          | 국가지원지방도 제58호선과 중복                                         |
| (신항진출입교)         | 신항남로                                                                                    | 부산광역시      | 강서구          | 국가지원지방도 제58호선과 중복 죽림 방면 진출 불가 녹산 방면 진입 불가 |
| 옥포마을 교차로        | 가락대로373번길                                                                             | 부산광역시      | 강서구          | 국가지원지방도 제58호선과 중복                                         |
| 부산신항역             |                                                                                             | 부산광역시      | 강서구          | 국가지원지방도 제58호선과 중복                                         |
| 장고개                 |                                                                                             | 부산광역시      | 강서구          | 국가지원지방도 제58호선과 중복                                         |
| 큰압실마을 교차로      | 미음산단2로                                                                                 | 부산광역시      | 강서구          | 국가지원지방도 제58호선과 중복                                         |
| (부산과학산업단지입구) | 부산광역시도 제7713호선 (과학산단로)                                                        | 부산광역시      | 강서구          | 국가지원지방도 제58호선과 중복                                         |
| 세산 교차로            | 국가지원지방도 제69호선 부산광역시도 제1001호선 (생곡로) 부산광역시도 제12호선 (남해안대로) | 부산광역시      | 강서구          | 국가지원지방도 제58호선과 중복 국가지원지방도 제69호선과 중복          |
| 지사교                 |                                                                                             | 부산광역시      | 강서구          | 국가지원지방도 제69호선과 중복                                         |
| 조만포삼거리           | 수가로                                                                                      | 부산광역시      | 강서구          | 국가지원지방도 제69호선과 중복                                         |
| 조만교 맹리교          |                                                                                             | 부산광역시      | 강서구          | 국가지원지방도 제69호선과 중복                                         |
| 가락 나들목            | 104호선 남해고속도로제2지선                                                                 | 부산광역시      | 강서구          | 국가지원지방도 제69호선과 중복                                         |
| 봉림지하차도           | 조만로                                                                                      | 부산광역시      | 강서구          | 국가지원지방도 제69호선과 중복                                         |
| 통전 교차로            | 국가지원지방도 제69호선 부산광역시도 제77호선 (서낙동로)                                    | 부산광역시      | 강서구          | 국가지원지방도 제69호선과 중복 죽림 방면 진입 불가 녹산 방면 진출 불가 |
| (교량)                 |                                                                                             | 부산광역시      | 강서구          |                                                                        |
| 죽림삼거리             | 부산광역시도 제1501호선 (상덕로)                                                            | 부산광역시      | 강서구          |                                                                        |
| 오봉삼거리             | 식만로                                                                                      | 부산광역시      | 강서구          |                                                                        |
| 호계로와 직결          |                                                                                             |                 |                 |                                                                        |

## 중앙 가변차로 시행
가락대로 중 조만교에서 세산 교차로까지 이르는 2.8 km 구간에는 2017년 1월부터 평시에는 부산신항 방향 4개 차로와 가락IC 방향 5개 차로, 평일 7시부터 9시까지는 부산신항 방향 6개 차로와 가락IC 방향 3개 차로로 중앙의 2개 차로에 대해 가변차로 제도를 시행해 왔으나, 해당 구간에서 2021년 8월까지 정면충돌 사고가 12건 발생해 7명이 사망하는 등 사고가 빈번하여 2021년 10월 말부터 해당 구간의 가변차로를 임시 폐지하고 왕복 8차로로 운영할 예정이다.

## 주요 건물 및 시설
- 송정초등학교 (부산광역시 강서구 가락대로 230-72)
- 부산신항역 (부산광역시 강서구 가락대로 394)
- 렛츠런파크부산경남 (부산광역시 강서구 가락대로 929)
- 부산산업과학고등학교 (부산광역시 강서구 가락대로 1393)
- 가락농협 (부산광역시 강서구 가락대로 1459)
- 가락파출소 (부산광역시 강서구 가락대로 1465)
- 가락동주민센터 (부산광역시 강서구 가락대로 1476)